# Poseidón (A-12)
El Poseidon (A-12), fue un remolcador, buque de salvamento y buque de apoyo a buceo de la Armada Española, cedido en 2000 a Mauritania donde prestó servicio con el nombre Voum-Legleita (B-551) hasta su hundimiento en febrero de 2011.

## Historial
Fue botado en 1964 como remolcador de altura con el nombre y numeral RA-6. Años después, fue transformado en el buque de salvamento Poseidón (BS-1), al que se dotó de una cámara de descompresión, equipos para buzos clásicos y de buceo autónomo. Algún tiempo después, cambió su numeral por el A-12
En junio de 1974, saco a la superficie restos del navío de línea Triunfante hundido el 5 de enero de 1796 en la bahía de Rosas. Entre los restos, se encuentran cañones de 24 libras y partes del casco que aún conservaban las planchas de cobre. Estos restos se conservan en el Museo Naval de Madrid.
En noviembre de 1975, ante la marcha verde, se concentró en Las Palmas de Gran Canaria junto a otros 13 buques de la Armada Española.
Operó conjuntamente con el Neptuno (A-20) desde su base de Cartagena, hasta que finalmente, por resolución 56/1999, de 12 de febrero de 1999, fue dado de baja, y posteriormente, fue cedido a Mauritania, entregándose el 17 de enero de 2000,  donde prestó servicio con el nombre Voum-Legleita (B-551) hasta su hundimiento cerca de Nuakchot.